# 廣東省木偶藝術劇院

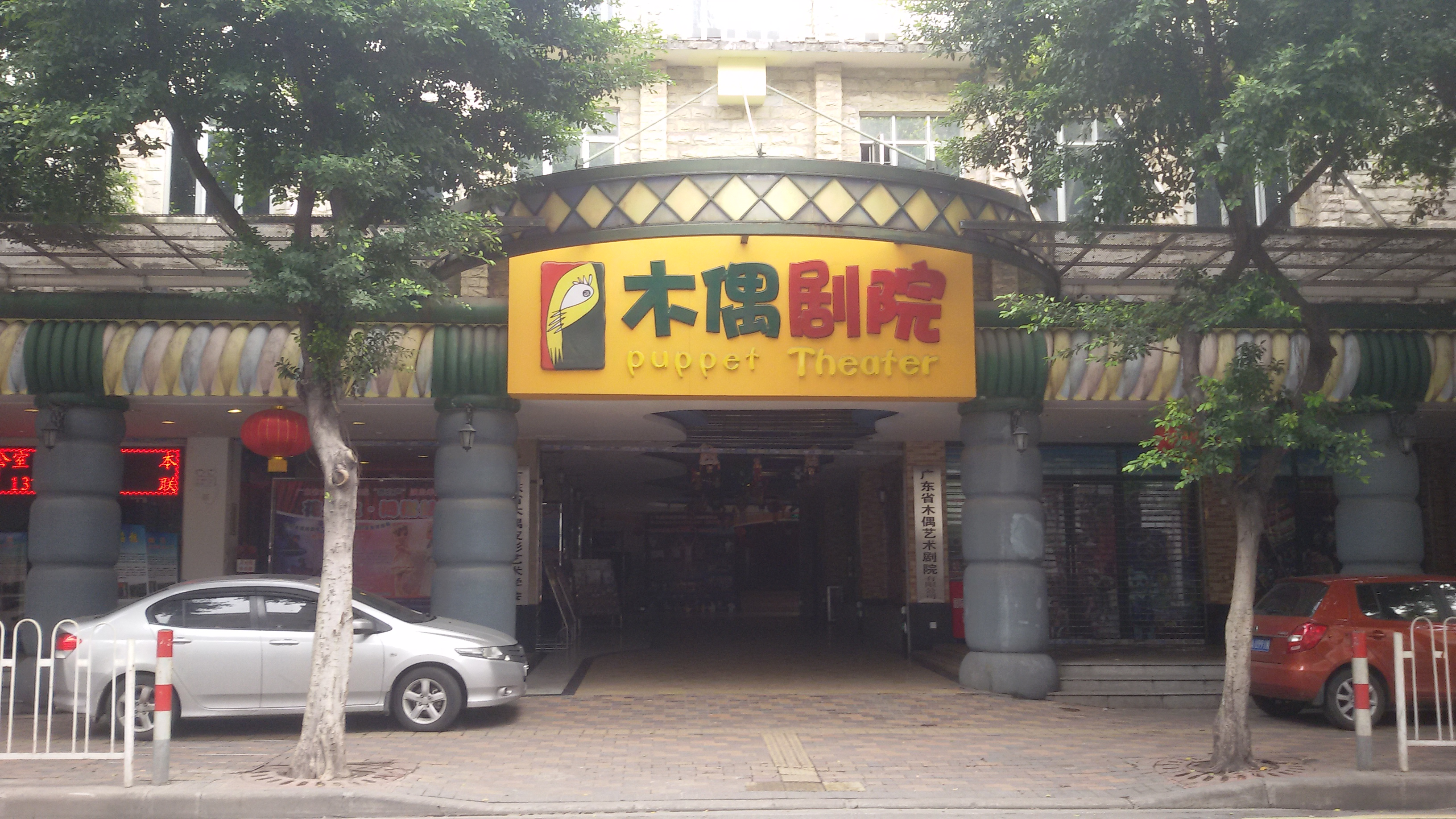
廣東木偶劇院

廣東省木偶藝術劇院（英：Guangdong Theater of Pupper & Art），簡稱廣東木偶劇院，是中國廣東廣州的一間劇院，在1956年4月成立，在海珠區洪德路51號。也是廣州地區，專門做木偶劇或人偶劇為主要的老劇院。